# ПАЗ-652
ПАЗ-652 — советский автобус малого класса, производившийся Павловским автобусным заводом в 1958—1968 годах. Предшественник — ГЗА-651, преемник — ПАЗ-672. Автобусы ПАЗ-652 были предназначены для районных и пригородных маршрутов. Кроме того, в них размещали кинопередвижки, передвижные госпитали и станции забора крови.

## История и конструкция[4][5]
Автобус разработан под руководством Ю. Н. Сорочкина на основе проекта автобусов с вагонной компоновкой ГЗА-650 и ГЗА-652 Горьковского завода автобусов. Как и его предшественник, морально устаревший ГЗА-651, автобус создан на базе шасси от грузового автомобиля ГАЗ-51. Была применена новая компоновка кузова, в которой прозрачная перегородка разделяла место водителя и салон, ещё одним новшеством стало размещение радиатора сбоку, что позволило уменьшить длину кузова. Кузов представляет собой пространственный стальной каркас со сквозными лонжеронами основания, дополнительную жёсткость ему придают гофрированные наружные облицовочные панели. Несмотря на это, при эксплуатации была выявлена низкая прочность кузова. Воздуховод, направленный в кабину, позволяет отапливать её зимой, однако это приводит к появлению запаха бензина в салоне.  
Автобус оснащён 90-сильным рядным шестицилиндровым нижнеклапанным карбюраторным форсированным двигателем ГАЗ-652 (ГАЗ-11). Сцепление однодисковое, сухое. Размер шин: 970×234 мм. 
Первой опытный образец ПАЗ-652 был собран к 7 ноября 1955 года. 1 октября 1956 года был подписан приказ Министерства автомобильной промышленности о начале производства ПАЗ-652 (первый опытный образец был собран ещё годом ранее). Серийный выпуск нового автобуса начался в марте 1958 года.

### Модификации
ПАЗ-652Б (1963—1968) — модификация, в которой были исправлены выявленные недостатки исходной модели, а боковые окна с форточками заменены раздвижными. В 1964 году автобус получил усиленный передний мост. 
ПАЗ-652Т — туристический вариант с однодверным кузовом, в серию не пошёл.